# Microrégion du Rio Negro (Amazonas)
Pour les articles homonymes, voir Microrégion du Rio Negro.

Localisation de la microrégion du Rio Negro.

La microrégion du Rio Negro est l'une des deux microrégions qui subdivisent le Nord de l'État de l'Amazonas au Brésil.
Elle comprend quatre municipalités qui regroupaient 82 053 habitants en 2006 pour une superficie totale de 333 278 km2.

## Municipalités[1]
- Barcelos
- Novo Airão
- Santa Isabel do Rio Negro
- São Gabriel da Cachoeira